# 小谷山
小谷山（おだにやま）は、滋賀県長浜市湖北町伊部にある伊吹山地に属する山。標高は494.6m。別名・浅井岳。
山頂より尾根が三方に分岐し、かつてはその最高部を大筑（おおずく）または大筑ヶ獄（おおずくがたけ）、南側の尾根を小谷山と称したが、今日では山全域をもって小谷山と称する。歴史的に北国街道・同脇往還・中山道などが近くを走る要衝で、戦国時代には浅井氏の本拠である小谷城が築かれ、今日も山一帯は史跡に指定されている。
小谷城の東麓には片桐且元の生誕地とも伝えられる須賀谷温泉があり、更に山から派生した小峠を越えると西池がある。
登山のルートとしては小谷城の番所跡近くまで自動車の通行が可能でそこを主登山口としているが、その北西の湖北町郡上の清水神社付近から登る清水山口など複数のルートが存在している。

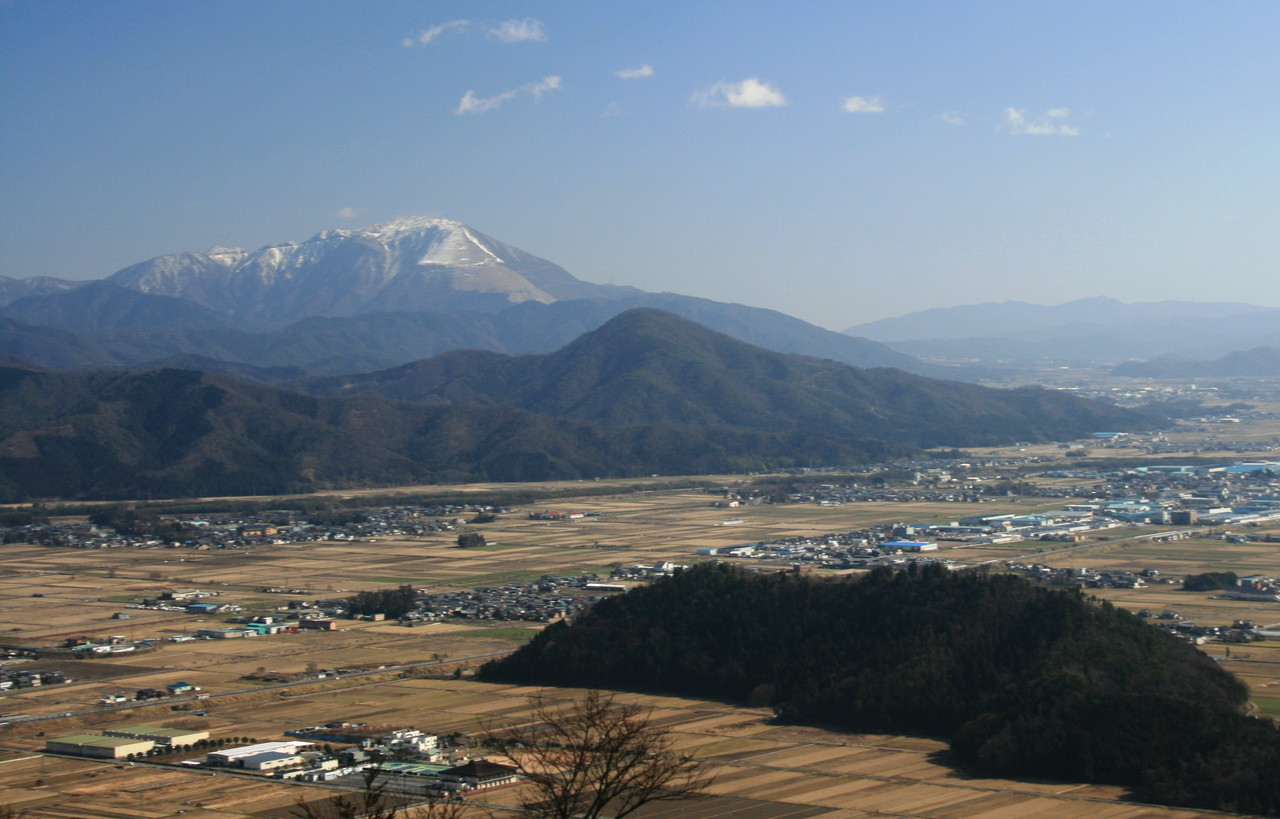
周辺環境